# Fiolet krystaliczny
Fiolet krystaliczny (łac. methylrosanilinii chloridum) – organiczny związek chemiczny z grupy barwników trifenylometanowych (zwanych także barwnikami anilinowymi).
W temperaturze pokojowej występuje w formie kryształów o mosiężnym połysku. Jest umiarkowanie rozpuszczalny w wodzie (4 g/l), jego roztwór ma barwę fioletową. Barwi wełnę oraz zaprawioną bawełnę na kolor fioletowy z błękitnym odcieniem. Jest mało odporny na światło.
Stosowany jest do barwienia wyrobów z włókna poliakrylonitrylowego (anilany), wyrobów papierniczych i farb drukowych. Fiolet używany jest także w procesach barwienia drobnoustrojów, przede wszystkim w barwieniu metodą Grama, podstawowej próbie różnicującej bakterie.
Fiolet krystaliczny w połączeniu z fioletem metylowym (grupą związków analogicznych do fioletu krystalicznego, mających mniejszą liczbę grup N-metylowych) tworzy mieszaninę zwaną fioletem gencjanowym (syn. pioktaniną, fioletem goryczki). Fiolet gencjanowy (Pyoctaninum coeruleum FP III), podobnie jak zieleń brylantowa – Viride nitens znalazł zastosowanie w lecznictwie jako środek antyseptyczny do odkażania ran, błon śluzowych i skóry w roztworach wodnych i spirytusowych. Wprowadzony do lecznictwa w 1872 r. Dawniej (obecnie bardzo sporadycznie) także doustnie jako środek przeciwrobaczy.

## Właściwości farmakodynamiczne
Fiolet krystaliczny jest barwnikiem rozpuszczalnym w wodzie i w alkoholach. Działa bakteriobójczo, przeciwgrzybiczo, przeciwpasożytniczo, ogranicza wydzielanie ropy. Wrażliwe na niego są niektóre bakterie Gram-dodatnie, w szczególności gronkowce (Staphylococcus spp.) i grzyby (Candida spp.). Słabiej działa na bakterie Gram-ujemne (Pseudomonas aeruginosa). Nie działa na bakterie kwasoodporne ani przetrwalniki grzybów i bakterii. Działanie antyseptyczne zwiększa się w środowisku zasadowym, w miarę wzrostu pH.
Etanol zawarty w produkcie leczniczym odtłuszcza i oczyszcza skórę, działa wysuszająco poprzez odciąganie wody z komórek i denaturację białek strukturalnych oraz enzymatycznych skóry.
Mechanizm działania antyseptycznego fioletu krystalicznego nie został wyjaśniony. Selektywna toksyczność fioletu krystalicznego wobec bakterii może wynikać z następujących mechanizmów działania: zmiana potencjału redoks, tworzenie niezjonizowanego kompleksu bakterii z barwnikiem, hamowanie syntezy białek poprzez łączenie się barwnika z rybosomami, hamowanie syntezy glutaminy poprzez blokowanie metabolizmu kwasu glutaminowego, hamowanie syntezy ściany komórkowej bakterii (mechanizm inny niż opisany dla penicyliny), reakcja fotodynamiczna, podczas której światło widzialne powoduje fotoredukcję barwnika do formy rodnikowej.